# Serge Wilmes
Pour les articles homonymes, voir Wilmes.
Serge Wilmes, né le 6 mai 1982 à Luxembourg (Luxembourg), est un homme politique luxembourgeois, membre du Parti populaire chrétien-social (CSV).

## Biographie

### Formation
Originaire du quartier de Merl à Luxembourg, Serge Wilmes obtient son diplôme de fin d'études secondaires au lycée Michel-Rodange en 2001. Il poursuit ses études supérieures en France à l'université Nancy-II où il décroche une maîtrise en histoire en 2005. L'année suivante, il achève un master 2 en histoire européenne contemporaine à l'Université du Luxembourg. Son mémoire de master porte sur la position de la droite catholique vis-à-vis de l'avortement dans les années 1970.
Il est employé de l'État aux Archives nationales de Luxembourg de 2007 à 2008,. 

### Parcours politique
Membre du Parti populaire chrétien-social depuis 2000, sur proposition de Michel Wolter, il devient conseiller parlementaire du groupe politique chrétien-social représenté à la Chambre des députés de 2008 à novembre 2011. Entre-temps, il est élu président du mouvement de jeunesse du parti appelé Jeunesse chrétienne-sociale (en luxembourgeois : Chrëschtlech Sozial Jugend ; CSJ). Réélu en 2012, il est remplacé par Charel Hurt en février 2014. 
À la suite du décès de Lucien Thiel (lb) le 25 août 2011, président du groupe chrétien-social et membre de la Chambre des députés, Serge Wilmes est désigné pour lui succéder. Conformément à la Constitution, il prête serment le 11 octobre 2011 et siège au parlement en représentant la circonscription Centre du pays,. Il est réélu aux élections législatives anticipées de 2013 et aux législatives de 2018. 
En tant que chef de file lors des élections communales de 2017,, il fait son entrée au sein du conseil communal de la capitale où il devient premier échevin.
En février 2019, il se porte candidat à la présidence du parti chrétien-social face au député européen Frank Engel,. Malgré son échec, deux ans plus tard, il bénéficie d'une grande popularité à quelques mois d'un congrès visant à élire un successeur à l'eurodéputé.

## Publication
- (lb) C wéi Crémant d'Chamber vun A bis Z, Luxembourg, Éditions Saint-Paul, 2013, 135 p. (ISBN 978-2-8796-3937-6, OCLC 891566636, lire en ligne).